# پتر یوهاس
پِتِر یوهاس (مجاری: Juhász Péter) (زادهٔ ۳ اوت ۱۹۴۸ – درگذشتهٔ ۲۹ مارس ۲۰۲۴) بازیکن فوتبال اهل مجارستان بود.
از باشگاه‌هایی که وی در آنها سابقه بازی دارد می‌توان به باشگاه فوتبال اوی‌پشت اشاره کرد. وی به‌همراه تیم ملی فوتبال مجارستان در بازی‌های المپیک تابستانی ۱۹۷۲ شرکت کرده‌است. 
یوهاس در ۲۹ مارس ۲۰۲۴ در ۷۵ سالگی درگذشت.